# 周惑星円盤
周惑星円盤 (しゅうわくせいえんばん、英: circumplanetary disk) は、惑星の周囲に形成される、円盤状 (もしくはトーラス状、リング状) の物質の集まりの総称であり、降着円盤の一種である。ガスや塵、微惑星、小惑星や衝突破片からなる。周惑星円盤は、衛星 (太陽系外衛星や孫衛星も含む) が形成される現場であると考えられている。

## 概要
木星の周りのガリレオ衛星のような巨大惑星の周りの大型の規則衛星は、惑星の自転方向と同じ方向に公転し、軌道平面がほぼ揃っている。これは太陽の周囲をほぼ同一平面上で公転する惑星の状態と類似している。惑星は原始星の周囲に形成される原始惑星系円盤の中で固体物質が集積することで形成されたと考えられている。これとの類推から、巨大惑星の周囲にもかつてはガスと塵からなる円盤が存在し、そこで固体物質が集積することによって規則衛星が形成されたとの仮説が提唱された。この惑星の周囲に形成されたと考えられる円盤が周惑星円盤である。
原始惑星系円盤が比較的早い段階から観測的に存在が判明していたのに対し、サイズが小さい周惑星円盤は観測が困難であった。そのため、原始惑星系円盤に関する知見を応用した理論的研究や、数値シミュレーションを用いた研究が行われてきた。数値シミュレーションを用いた研究では、巨大ガス惑星が周囲の円盤ガスを降着して質量を獲得する過程で、必然的に周惑星円盤が形成されることが指摘された。分子雲の物質が原始惑星系円盤を介して中心の原始星へと降着していくのと同様に、原始惑星系円盤から供給された物質は、周惑星円盤を介して中心の惑星へと降着していく。
原始惑星系円盤中では、固体物質は微惑星と呼ばれる小天体へと成長し、それが惑星を形成する元となる。これとの類推から、周惑星円盤内では「微衛星」(英: satellitesimal) が衛星を形成する元となっていると考えられている。
近年では観測技術の発達により、いくつかの若い太陽系外惑星の周囲での周惑星円盤の検出が報告されている。

## 観測
2018年8月に、カメレオン座CS星bの周囲の周惑星円盤の検出が報告された。発見報告論文の著者らは、「カメレオン座CS星系は星周円盤とともに周惑星円盤が存在しているであろう唯一の系である」と述べている。
2019年6月には、分光観測および惑星への物質の降着の特徴を用いて PDS 70b の周りに周惑星円盤の兆候が検出されたことが報告された。物質の降着の特徴を捉える観測は、他の惑星候補天体に対しても既に行われていたものである。さらに2019年7月には、アタカマ大型ミリ波サブミリ波干渉計 (ALMA) を用いた周惑星円盤の初めての検出が報告された。ミリ波とサブミリ波の波長を用いた ALMA での観測は、惑星間空間に集中した惑星間塵を観測するのに適している。これは、恒星はこれらの波長では比較的弱い放射しかしておらず、また可視光線では中心の恒星が圧倒的に明るく惑星間空間にある物質を観測することが困難であるためである。
PDS 70 は複数の巨大惑星を持つ若い恒星であり、上記の PDS 70b も重い木星に似た系外惑星である。2番目の惑星である PDS 70c も同様に若く重い木星型惑星であり、周惑星円盤の検出が報告されている。この惑星系は地球から370光年 (110パーセク)の距離にある。PDS 70cの場合、円盤の直径は約1天文単位、月程度の大きさの衛星が3個形成されるほどの質量を持っているとされている。
PDS 70 系の観測を主導したライス大学の Andrea Isella は、「ついに周惑星円盤の動かぬ証拠を初めて観測できた」と述べ、ALMA での観測結果を高分解能の赤外線と可視光線での撮像観測結果と組み合わせることによって、惑星の周囲に存在する塵の集まりが実際に惑星を取り囲んでいる円盤であることが明確になるだろうとの見解を示している。